# Boz Burrell

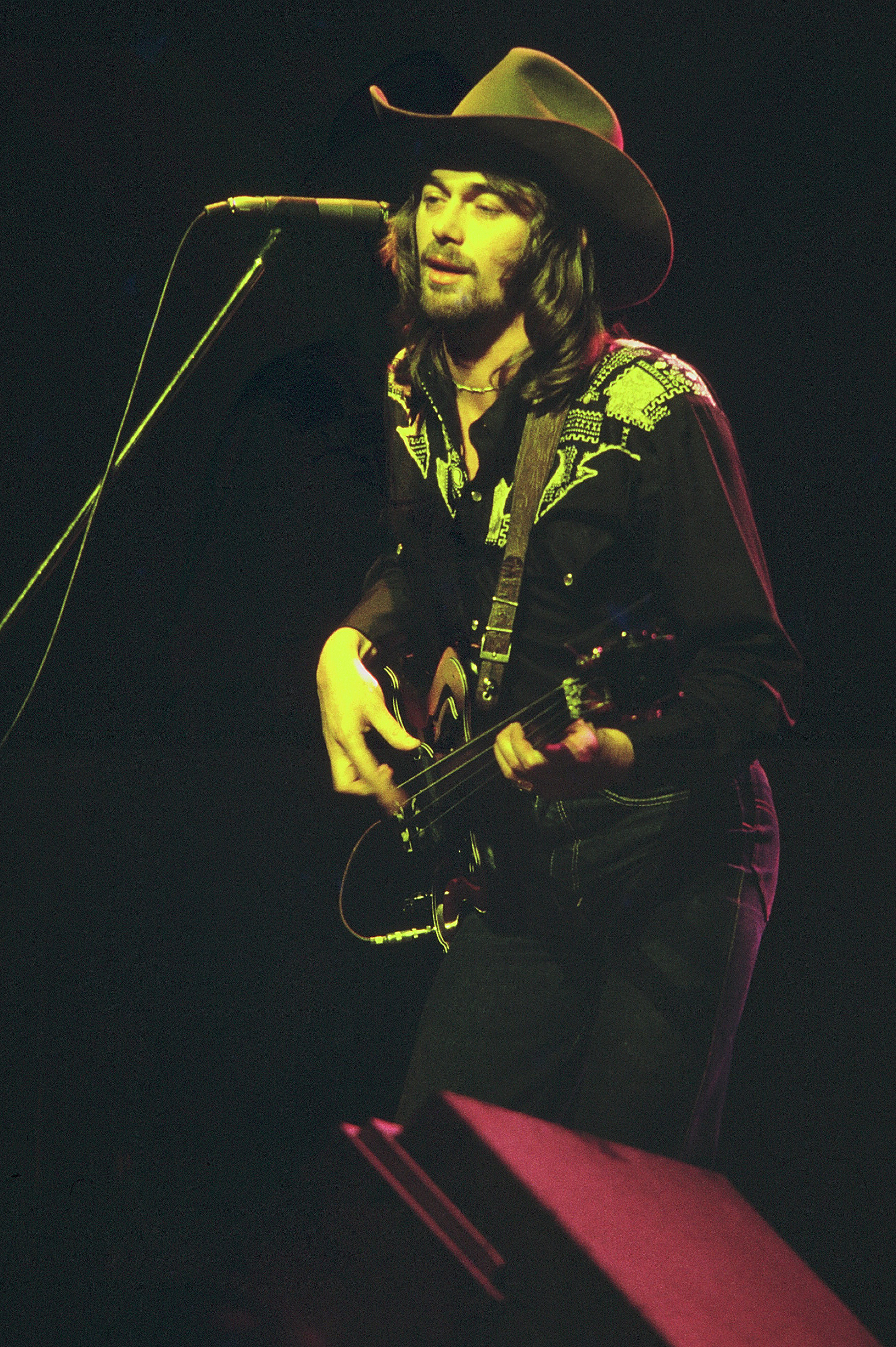
Boz Burrell 1976

Raymond „Boz“ Burrell (* 1. August 1946 in  Holbeach (Lincolnshire); † 21. September 2006 in Marbella) war ein britischer Musiker. Bekannt war er als Bassist von King Crimson und Bad Company.

## Werdegang
Mitte der 1960er war Burrell Sänger von The Boz People. Während dieser Zeit ersetzte er kurz Roger Daltrey bei The Who.
Ende der 1960er veröffentlichte er als Sänger unter dem Namen Boz Solosingles. Er wurde begleitet von Ritchie Blackmore, Ian Paice und Jon Lord, die kurz darauf Deep Purple gründeten. Auch sang er auf Keith Tippetts Album Septober Energy.
Anfang der 1970er Jahre stieg Burell bei King Crimson als Sänger und Bassist ein. 1971 spielte er auf dem Album Islands sowie dem Livealbum Earthbound. 1973 gründete Burrell die Band Snape mit Mitgliedern von King Crimson und Alexis Korners Band.
1973 war er Gründungsmitglied der Band Bad Company, in der er bis 1999 blieb.
Nach seinem Weggang von Bad Company arbeitete Burrell mit Tam White und in den 2000er Jahren mit Zoot Money’s Big Roll Band. 2006 starb er im Alter von 60 Jahren in Spanien an einem Herzinfarkt.